# بیور (کشتی بخار)
بیور (کشتی بخار) (به انگلیسی: Beaver (steamship)) یک کشتی است که طول آن ۱۰۱ فوت ۹ اینچ (۳۱٫۰۱ متر) می‌باشد. این کشتی در سال ۱۸۳۵ ساخته شد.